# Lijst van rivieren in Moldavië
Dit is een lijst van de langste rivieren in Moldavië. De rivieren in Moldavië maken deel uit van het Zwarte Zee-bekken. De belangrijkste rivieren zijn de Dnjestr en Proet die ook de grenzen markeren met respectievelijk de niet-erkende republiek Transnistrië en Roemenië.

## Rivieren naar lengte
| Rivier   | Lengte (km) | Lengte (km) | Uitmondend in | Belangrijke steden                 |
| Rivier   | Totaal      | In Moldavië | Uitmondend in | Belangrijke steden                 |
| -------- | ----------- | ----------- | ------------- | ---------------------------------- |
| Dnjestr  | 1352        | 657         | Zwarte Zee    | Soroca, Rîbnița, Tighina, Tiraspol |
| Proet    | 967         | 695         | Donau         | Ungheni                            |
| Răut     | 286         | 286         | Dnjestr       | Orhei                              |
| Cogalnic | 243         | 125         | Zwarte Zee    | Hînceşti                           |
| Bîc      | 155         | 155         | Dnjestr       | Chisinau                           |
| Botna    | 152         | 152         | Dnjestr       | Căuşeni                            |
| Jalpuch  | 142         | 135         | Donau         | Comrat                             |
| Ichel    | 101         | 101         | Dnjestr       |                                    |